# 珠斑银板蛛
珠斑银板蛛（学名：Thwaitesia margaritifera）为球蛛科银板蛛属的动物。分布于斯里兰卡等地。